# Sena la Asnières
Sena la Asnières este o pictură în ulei pe pânză realizată în 1873 de Claude Monet, aflată acum în Muzeul Hermitage din Sankt Petersburg. Anterior a fost în colecția lui Alice Meyer (născută Sieveking; 1866–1949), văduva unui om de afaceri foarte bogat din Hamburg Eduard Lorenz Lorenz-Meyer (1856–1926), înainte de a fi jefuită de URSS după al Doilea Război Mondial și reținută ca reparații de război. A fost expusă publicului la o expoziție din 1995.
Pictată la câteva luni după realizarea Impresie, răsărit de soare, arată o scenă de după-amiază târzie cu péniches ancorate la Asnières, pe Sena, în nord-vestul Parisului. Orășelul fusese recent legat, prin intermediul căii ferate, de Paris prin Gara Saint-Lazare și începea să se industrializeze, cu o populație de muncitori și locuitori din clasa de mijloc inferioară care își construiau case din gresie sau cărămidă, unele dintre acestea fiind înfățișate cu grădini cu copaci pe malul opus în pictură. Locuind la Argenteuil, un alt oraș de pe Sena aflat puțin mai la nord, Monet a venit să picteze subiectul împreună cu prietenii săi.